# Herminia lignea
Herminia lignea là một loài bướm đêm trong họ Noctuidae.